# Wienerfilharmonikernas nyårskonsert 1997

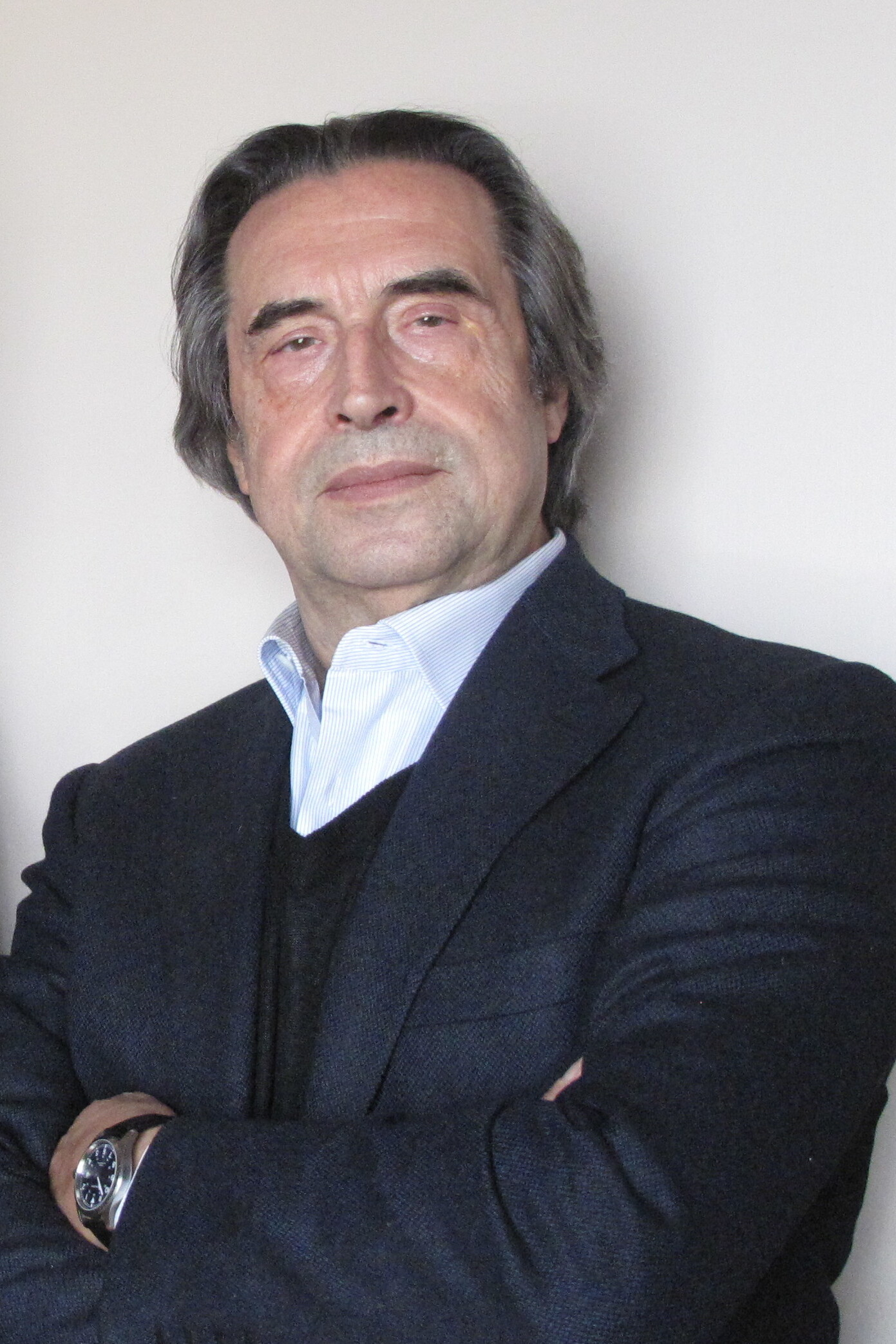
Riccardo Muti

Wienerfilharmonikernas nyårskonsert 1997 räknas som den 57:e nyårskonserten från Wien och ägde rum den 1 januari 1997 i Wiens Musikverein. Dirigent för andra gången var Riccardo Muti, som även dirigerade konserten år 1993.

## Historia
Strikt räknat var det Wienerfilharmonikernas 52:a nyårskonsert, eftersom det inte var förrän 1946 som namnet introducerades. Dessutom var det den 58:e Årsskifteskonserten, då det vid årsskiftet 1939/40 gavs en Außerordentliches Konzert (extraordinär konsert) av Wienerfilharmonikerna, som dock ägde rum på nyårsafton 1939. Från 1941 dirigerades nyårskonserten av Clemens Krauss, med undantag för åren 1946 och 1947 då Krauss förbjöds att dirigera på grund av sin närhet till nazistregimen och ersattes av Strausspecialisten Josef Krips.
Efter Clemens Krauss död 1955 följde Willi Boskovsky, konsertmästare i Wienerfilharmonikerna, som dirigerade konserten 25 gånger i rad. Från 1980 till 1986 följde sju konserter med dirigenten Lorin Maazel, som tjänstgjorde som chef för Wiener Staatsoper från 1982 till 1984. Därefter beslutade Wienerfilharmonikerna att bjuda in en ny dirigent varje år.
Som har varit fallet varje år sedan 1980 var blomsterdekorationerna en gåva från den italienska staden San Remo.

## Program

### 1:a delen
1. Johann Strauss den yngre: Motoren, Vals, op.265*
2. Johann Strauss den yngre: 's gibt nur a Kaiserstadt, 's gibt nur a Wien, Polka, op. 291
3. Josef Strauss: Carrière, Polka schnell, op. 200*
4. Johann Strauss den yngre: Patronessen-Polka (française), op.286
5. Johann Strauss den yngre: Hofball-Tänze, Vals, op. 298*
6. Johann Strauss den yngre: Bluette, Polka française, op.271*
7. Johann Strauss den yngre: Die Bajadere, Polka schnell, op. 351*

### 2:a delen
1. Franz von Suppé: Ouvertyr till Leichte Kavallerie*
2. Josef Strauss: Dynamiden, Vals, op. 173**
3. Josef Strauss: Frauenherz. Polka mazur, op.166
4. Joseph Hellmesberger junior: Leichtfüßig, Polka schnell*
5. Johann Strauss den yngre: Neue Pizzicato-Polka, op. 449
6. Johann Strauss den yngre: Fata Morgana, Polka Mazurka, op.330
7. Johann Strauss den yngre: Russischer Marsch, op. 426**
8. Johann Strauss den yngre: Freuet euch des Lebens, Vals, op.340
9. Josef Strauss: Vorwärts!, Schnell-Polka, op. 127*

### Extranummer
1. Josef Strauss: Eingesendet, Polka schnell, op. 240
2. Johann Strauss den yngre: An der schönen blauen Donau, Vals, op. 314
3. Johann Strauss den äldre: Radetzkymarsch, op. 228

Verkförteckningen och verkens ordning finns på Wienerfilharmonikernas webbplats.
  De verk markerade med * stod för första gången på programmet till en nyårskonsert. De verk som markeras med ** anges som "framförda för första gången" enligt källan till den första utgivnings-CD:n, men gäller inte Dynamiden (1949, 1967, 1971) eller Russischer Marsch (1941, 1972). 

## Weblänkar
- Program för nyårskonserten 1997 på wienerphilharmoniker.at